# Rudolf Wagner-Régeny
Rudolf Wagner-Régeny, nemški skladatelj, dirigent in pianist, * 28. avgust 1903, Reghin, Transilvanija, † 18. september 1969, Berlin, Nemčija.
Napisal je 12 oper. Na slovenskih odrih je bila leta 1935 uprizorjena opera Kraljičin ljubljenec.